# Ацхур
Ацхур (в наше время — Ацкури, не путать с Ацкури) — в Российской империи почтовая станция Ахалцихского уезда, Тифлисской губернии.

## Топография
Расположен на правом берегу Куры, на дороге из Гори в Ахалцих.

## История
Был сильной крепостью при османском господстве в 1554—1828 годах, служившей для защиты Боржомского ущелья.
В 1828 году был занят без сопротивления русским отрядом генерал-лейтенанта князя Вадбольского.
В 1853 году под Ацхуром генерал-майор Бруннер разбил значительный отряд турок, пытавшийся прорваться на север.
Из Военной энциклопедии Сытина:
АЦХУР
— бывш. турецк. креп. в Боржомском ущельи (в 29 вер. к с.-в. от Ахалцыха), охранявшая мост на р. Куре. Цитадель располагалась на высокой скале, обстреливала дорогу, ведущ. из Боржомск. ущелья к Ахалцыху и так. обр. заграждала проход. 17 марта 1770 г. под м. Сурамом грузинское войско ок. 7.000 чел. под нач. царя Ираклия II соединилось с русск. отряд. г.-м. гр. Тотлебена (358 чел. пех. и 150 каз. с полков. арт.) для совместных действий против турок по Боржомскому ущелью в направл. на Ахалцых. К последнему должен был прибыть через Зекарский перев. также царь Имеретии Соломон со своим войском. Соединен. отряд русских и грузин 17 апр. 1770 г. подошел к кр. А., занятой турецк. гарнизоном, но здесь гр. Тотлебен, опасаясь измены грузин вследствие неудовольствия последних, направлен. лично против него, отступил с русским отр. обратно к Сураму. В авг. 1828 г. главнок. Отд. Кавказским корпусом гр. Паскевич-Эриванский по взятии Ахалцыха выслал небольш. отр. г.-л. кн. Вадбольского для овладения А. Последний, впрочем, сдался без сопротивления. — В серед. окт. 1853 г. часть 13-пех. дивизии, предназнач. для обороны Грузии и Мингрелии, расположилась y южн. выходов из Боржомского ущелья (к Ахалцыху). 6 нояб. 1853 г. значит. партизанский отр. турок, желая прорваться в Мингрелию для грабежа, напал на А., занятый 4 рот. Брестского и Белостокского пп., но был отбит; a на следующий день, когда к отр. подошло подкрепл. из 9 рот и пеш. сотен, принявший команду ген. Брунер атаковал превосходящий его силами турецк. отр., разбил его и преследовал около ½ перехода. (Историч. очерк кавк. войн, изд. штаба Кавк. воен. округа 1899 г.; Утверждение русск. владыч. на Кавказе, издание штаба Кавказск. воен. окр. 1902 г.; Богданович, Восточная война 1853—55 гг.).